# Phrynosaura torresi
Phrynosaura torresi är en ödleart som beskrevs av  Núñez, Navarro, Garín PINCHEIRA-DONOSO och MERIGGIO 2003. Phrynosaura torresi ingår i släktet Phrynosaura och familjen Tropiduridae. Inga underarter finns listade i Catalogue of Life.